# Ronda w Rybniku

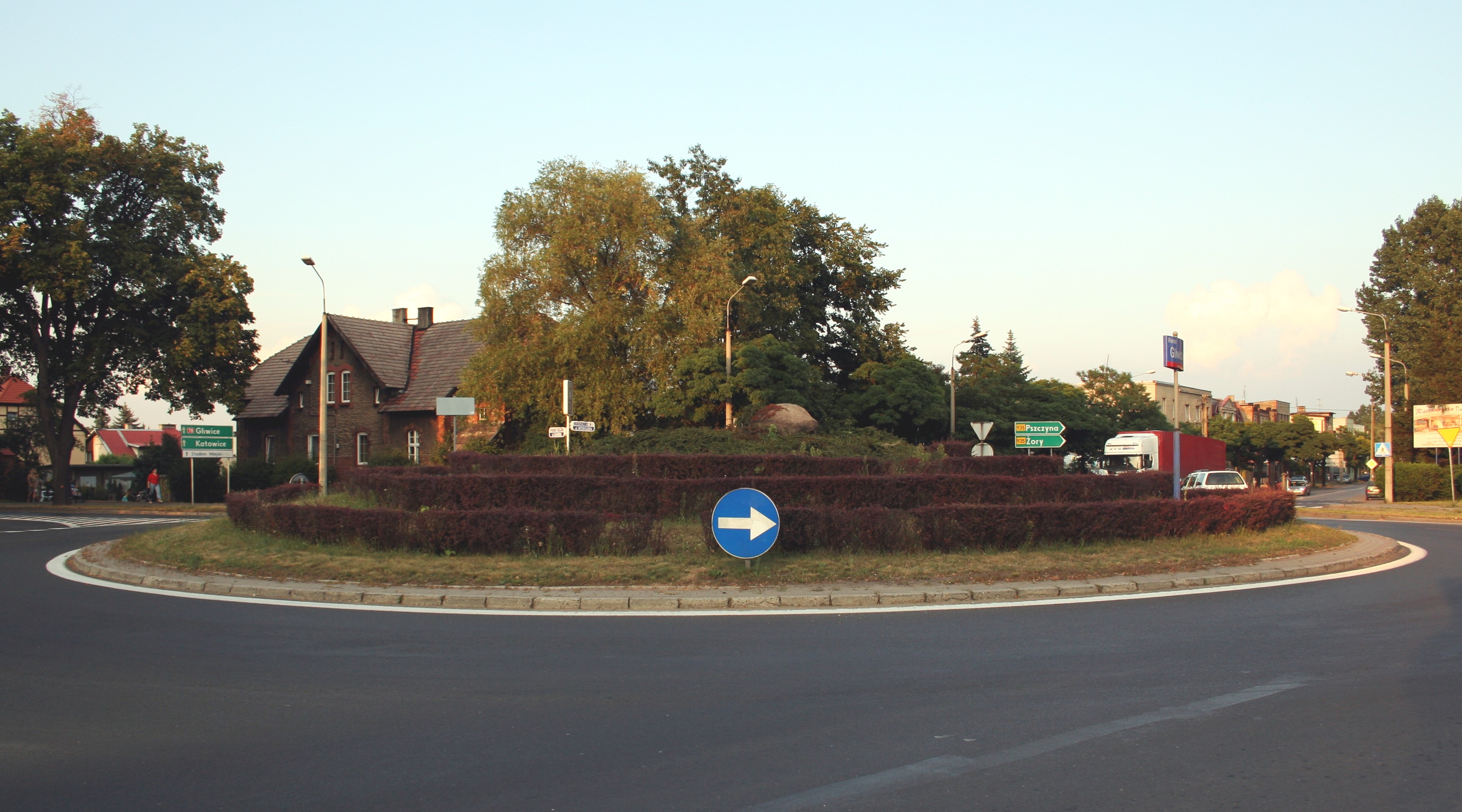
Rondo Gliwickie

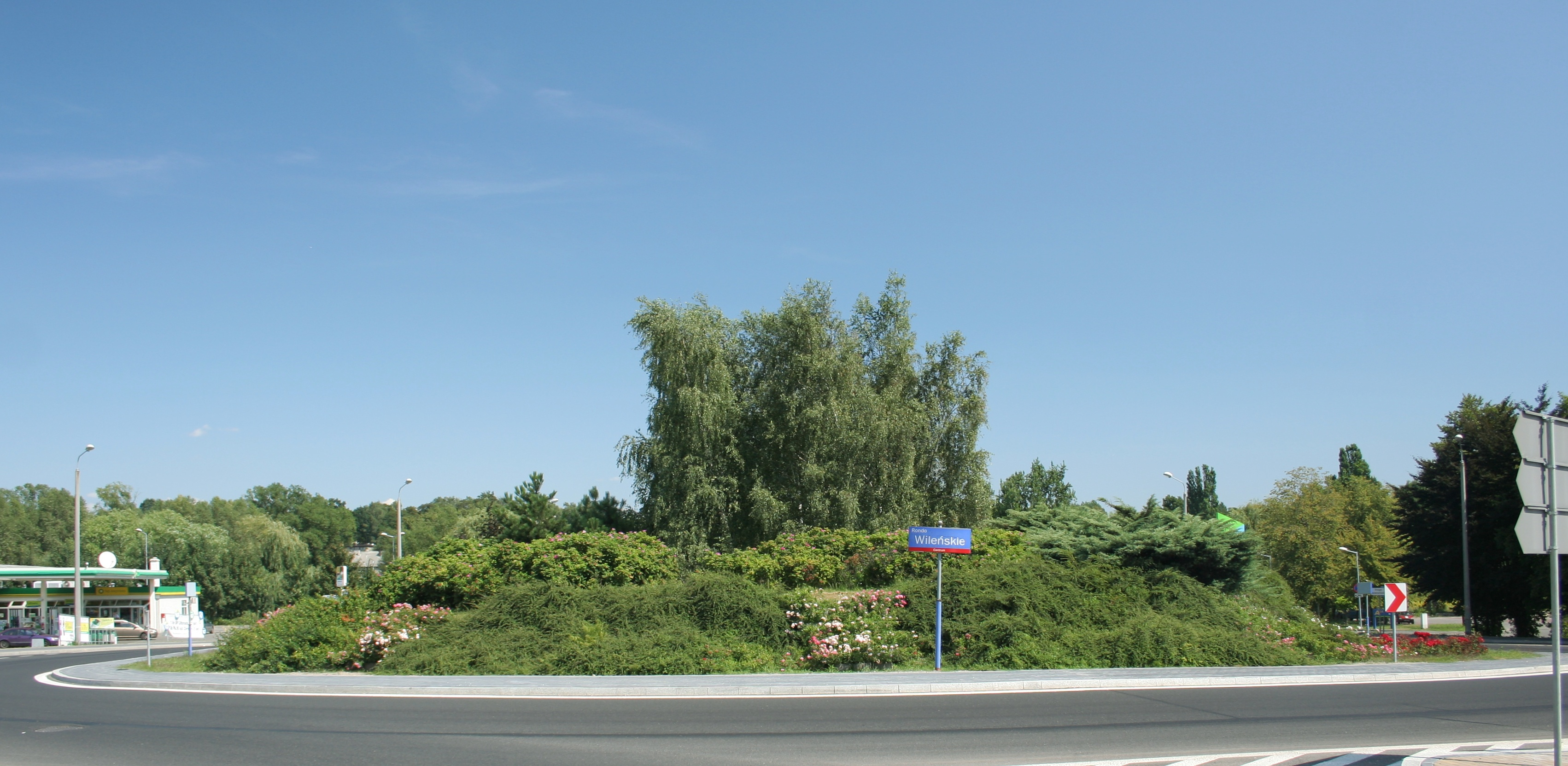
Rondo Wileńskie

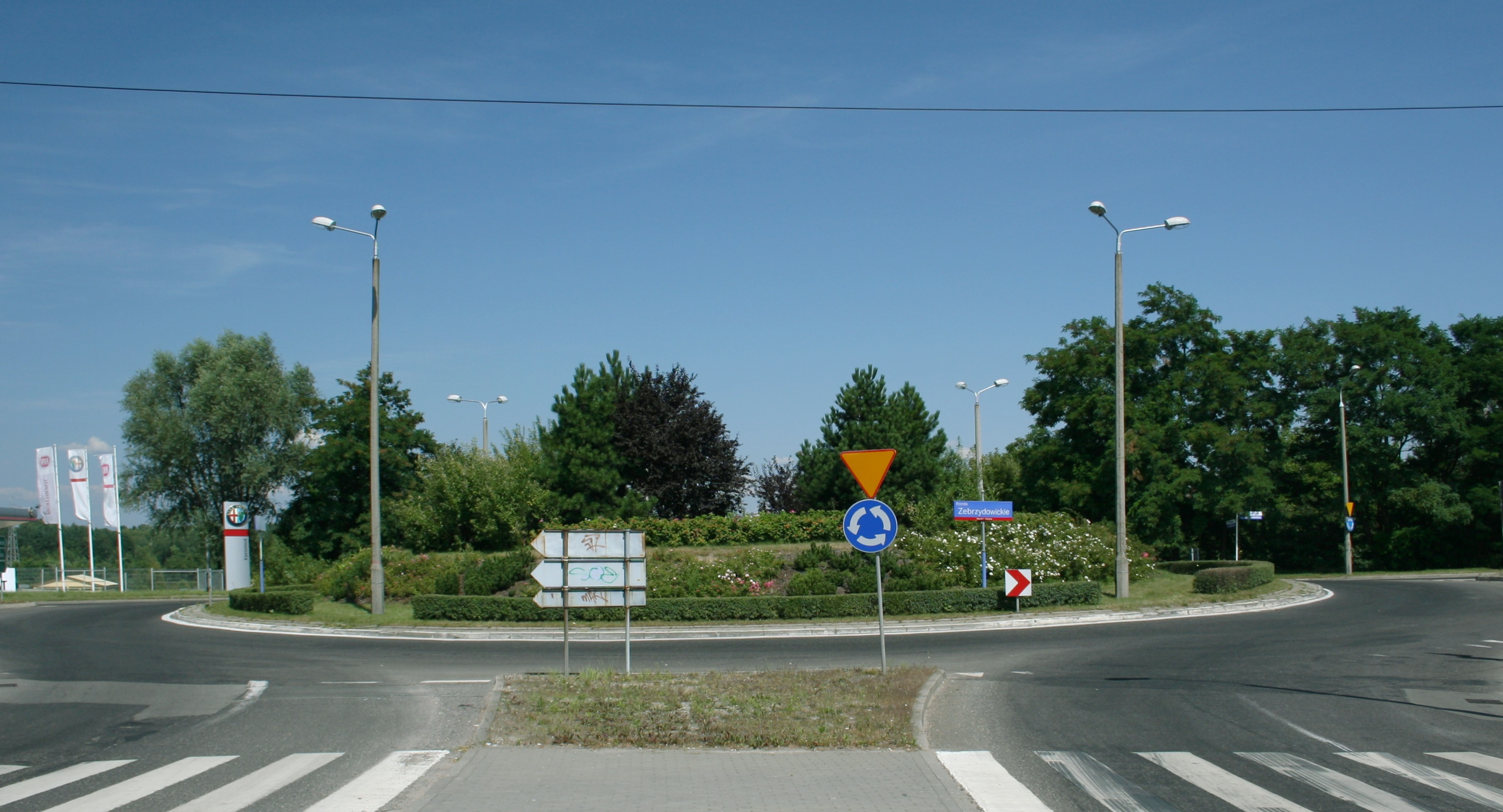
Rondo Zebrzydowickie

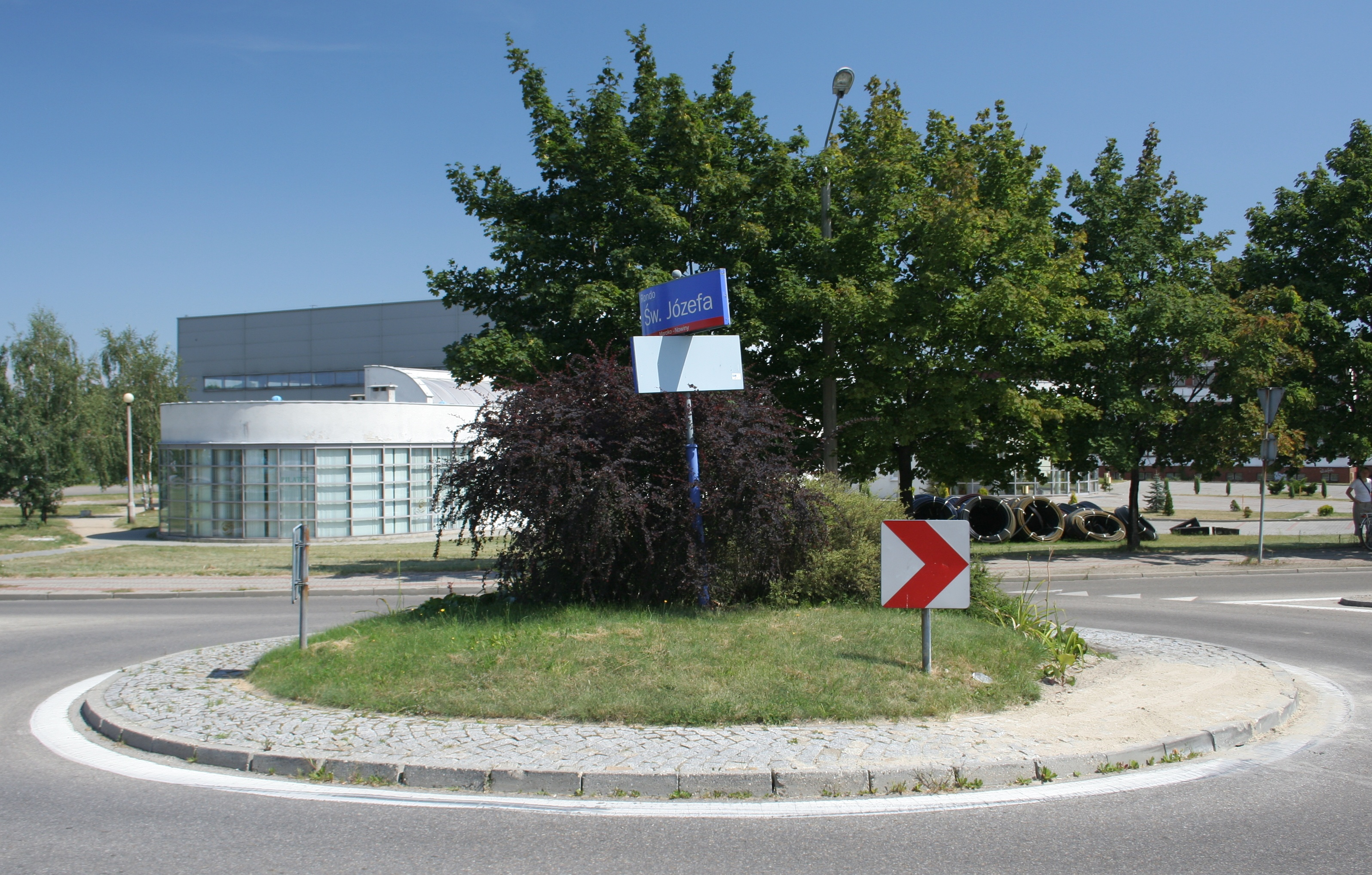
Rondo św. Józefa

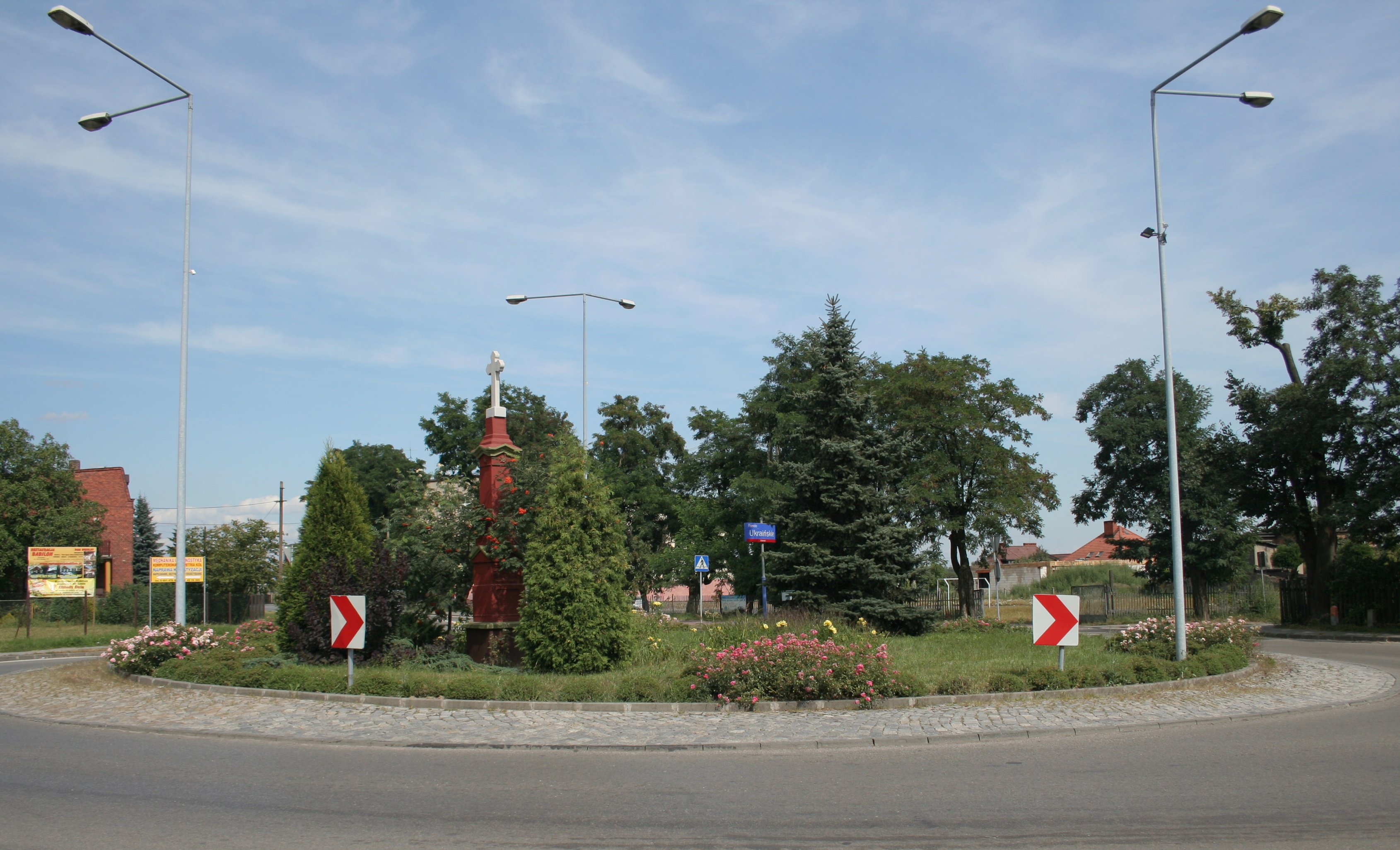
Rondo Ukraińskie

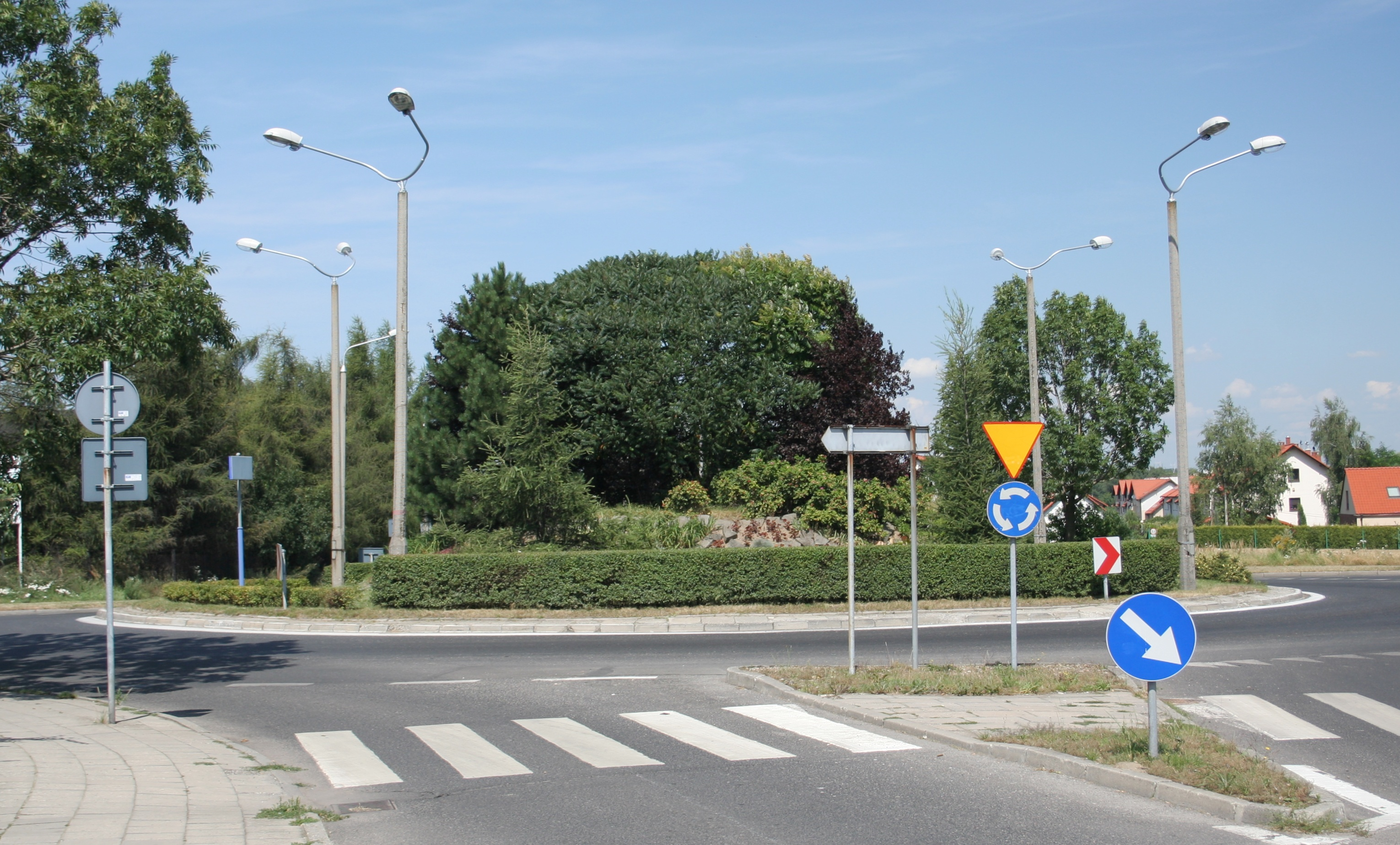
Rondo Mazamet

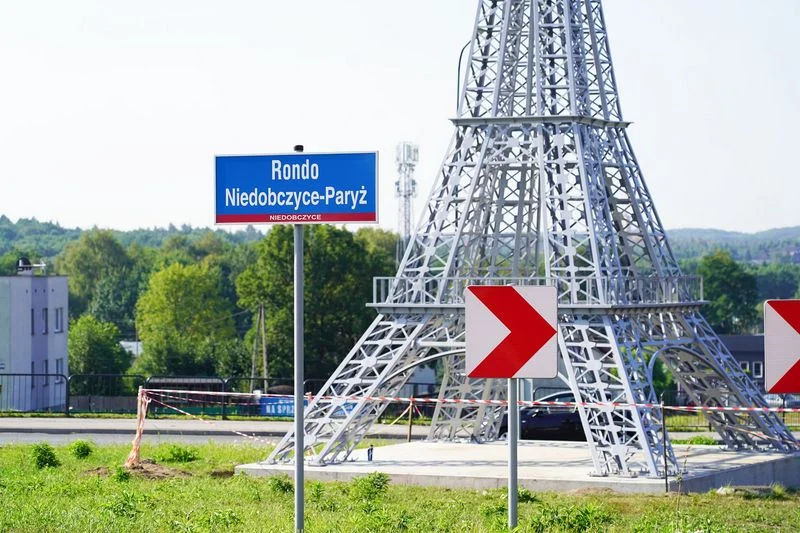
Rondo Niedobczyce-Paryż

Ronda w Rybniku – w roku 2023 miasto Rybnik posiadało 44 ronda, a kolejne były w budowie lub planach. Niektórym nadano nazwy zwyczajowo używane przez mieszkańców, a część uzyskała miana miast partnerskich. Rybnickie ronda słyną nie tylko z ich ilości ale i oryginalności ich zagospodarowywania. Są na nich np. żużlowcy, bejsboliści, skrzydlaci rowerzyści, są kolorowe kule, kaktusy, witrażowe drzewo czy bezgłowa „Ulotność”.
W 2017 roku zlikwidowano rondo Mikołowskie u zbiegu ulic Mikołowska – Sybiraków – Wyzwolenia w dzielnicy Śródmieście, zastępując je skrzyżowaniem z sygnalizacją świetlną.

## Ronda w Rybniku
| Nazwa ronda                            | Skrzyżowanie ulic                                    | Dzielnica                        |
| -------------------------------------- | ---------------------------------------------------- | -------------------------------- |
| Wodzisławskie                          | Reymonta – Wodzisławska                              | Smolna                           |
| Północnoirlandzkie                     | Wodzisławska – Obwiednia                             | Smolna                           |
| Liévin                                 | Raciborska – Obwiednia – Budowlanych                 | Maroko-Nowiny                    |
| Dorsten                                | Kotucza – Zebrzydowicka                              | Maroko-Nowiny                    |
| Zebrzydowickie                         | Zebrzydowicka – Budowlanych                          | Maroko-Nowiny                    |
| św. Józefa                             | św. Józefa                                           | Maroko-Nowiny                    |
| Mazamet                                | Budowlanych – Żołędziowa                             | Maroko-Nowiny                    |
| Solidarności                           | Góreckiego – Budowlanych                             | Maroko-Nowiny                    |
| Chwałowickie                           | 3 Maja – Chwałowicka                                 | Śródmieście                      |
| Wileńskie                              | Kotucza – Budowlanych – Dworek                       | Śródmieście                      |
| Gliwickie                              | Gliwicka – Kotucza – Wyzwolenia                      | Śródmieście                      |
| Powstańców Śląskich                    | Żorska – Sybiraków – Powstańców Śląskich – Chrobrego | Śródmieście                      |
| Topolczany                             | Raciborska – Wodzisławska – Dworek – Hallera         | Śródmieście                      |
| Żorskie                                | Żorska – Prosta                                      | Ligota – Ligocka Kuźnia          |
| Makro                                  | Prosta – Makro                                       | Ligota – Ligocka Kuźnia          |
| Boguszowickie                          | Prosta – Żorska – Boguszowicka                       | Ligota – Ligocka Kuźnia          |
| Ligockie                               | Ligocka – Żorska – Jaśminowa                         | Ligota – Ligocka Kuźnia          |
| Sygnały                                | Sygnały – Żorska                                     | Gotartowice                      |
| Gotartowickie „Ulotność”, daw. „Orzeł” | Samotna – Żorska – Gotartowicka                      | Gotartowice                      |
| Europejskie                            | Gliwicka – Obwodnica Północna                        | Północ                           |
|                                        | Strzelecka – Żużlowa                                 | Północ                           |
| Ukraińskie                             | Szewczyka – Pojdy – Robotnicza                       | Kamień                           |
| Pod Zegarem                            | Szewczyka – Willowa – Bieli – Brzozy                 | Kamień                           |
| Golejowskie                            | Książenicka – Wiosny Ludów                           | Golejów                          |
| Szolnok                                | Wołodyjowskiego – Zygmunta Starego                   | Niedobczyce                      |
| Garbocze                               | Krzywoustego – Cienista                              | Niedobczyce                      |
| Rymera                                 | Rymera – Barbary                                     | Niedobczyce                      |
| Elektrowni Rybnik                      | Rudzka – Podmiejska – Góreckiego                     | Orzepowice                       |
| Wawok                                  | Rudzka – Obwiednia Północna                          | Orzepowice                       |
| Orzepowickie                           | Góreckiego – Storczyków                              | Orzepowice                       |
| Radziejowskie                          | Spółdzielcza – Popielowska – Średnia                 | Radziejów                        |
| Larissa                                | Wielopolska – Obwiednia Północna                     | Wielopole                        |
| Karvina                                | Gliwicka – Podmiejska                                | Wielopole                        |
| Kamyczek                               | Świerklańska – Chwałowicka – Chopina – Kolejowa      | Meksyk                           |
|                                        | Prosta – Jerzego Giedroycia                          | Meksyk / Ligota – Ligocka Kuźnia |
| Makro                                  | Prosta                                               | Meksyk / Ligota – Ligocka Kuźnia |
| Brzezińskie                            | Prosta – Brzezińska                                  | Ligota – Ligocka Kuźnia          |
| Meksyk                                 | Prosta – Kaktusowa                                   | Meksyk                           |
| Kozie góry                             | Świerklańska – Kaktusowa                             | Meksyk                           |
|                                        | Podmiejska – Ekonomiczna – Morwowa                   | Rybnicka Kuźnia                  |
| Niedobczyce - Paryż                    | Wodzisławska - Hetmańska - Droga Regionalna          | Niedobczyce                      |
|                                        | Gotartowicka - Droga Regionalna                      | Gotartowice                      |
|                                        | Tkoczów - Droga Regionalna                           | Chwałowice                       |
|                                        | Chwałowicka - Droga Regionalna                       | Meksyk                           |
|                                        | Droga Śródmiejska - Obwiednia Południowa             | Śródmieście                      |
|                                        | (w bud.) Sportowa - Droga Regionalna                 | Niewiadom                        |